# الإسلام في جزر سليمان
جزر سليمان أو «سولمون» (بالإنجليزية: Solomon Islands)‏. هي دولة توجد في جنوب المحيط الهادي، تنتمي إلى سلاسل الجزر القابعة في جنوب المحيط الهادي والتي تشكل معاً قارة أوقيانوسيا، وتنضم جزر سليمان إلى جزر الميلانيزيا، والتي تقع جنوب خط الاستواء وتعني الجزر السوداء وتأتي هذه الكلمة اشتقاقاً من كلمة «ميلانين» وتعني الصبغة السوداء أو البنية والتي تكثر في جلود سكان هذه المناطق. ويقطن فيها نحو نصف مليون شخص موزعين على عشرات الجزر تبلغ مساحتها 2600 كم شرق أستراليا، معظمهم يعيش في بيوت مصنعة من الخيزران.
كانت المسيحية هي الديانة الرئيسة في تلك المنطقة، إلا أنها تشهد في الآونة الأخيرة تناميًا مستمرًّا للإسلام وخاصة في منطقة ميلانيزيا التي تضم عددًا من الدول على رأسها «بابوا غينيا الجديدة» وفيجي وتيمور الشرقية وجزر سليمان.

## وصول الإسلام إليها
جاء الإسلام إلى مناطق أوقيانوسيا (تضم قارة أوقيانوسيا عددًا من المناطق أهمها: أستراليا- ميلانيزيا – ماكرونيزيا- بولينزيا.)- التي تعتبر جزر سليمان أحد دولها - قبل 400 سنة (منذ 1600 م). عندما كان شعب غينيا الجديدة يتاجر مع الصين وإمبراطورية ملايو، عرف وجود الإسلام في مناطق أوقيانوسيا في أوائل القرن 17، وأجزاء أخرى من أوقيانوسيا لم ير فيها وجود الإسلام حتى القرن 19. على سبيل المثال، جاء أول مسلمين إلى فيجي عندما جاء المهاجرون المسلمون على متن سفينة جلب عمال إلى فيجي في عام 1879.
فقد بدأ دخول الإسلام إلى القارة الأسترالية مع وصول المستعمرات الغربية؛ حيث اعتمد الإنجليز على الأفغان المسلمين في نقل البضائع والتموين وتشييد الطرق، وقد وصل عددهم في عام 1931 م إلى ما يقارب 393 رجلاً قدموا للعمل بغير عوائلهم التي فضَّلوا بقاءها في أفغانستان بسبب عدم سماح النظام الأسترالي في ذلك الوقت بقدوم نساء الأفغان.
وجد الأفغان البلد غير مناسبة للحفاظ على هويتهم الإسلامية؛ لأن الإنجليز لم يمنحوا الأفغان الجنسية رغم مساهمتهم بتطوير البلاد، ولهذا فإن معظمهم عاد إلى أفغانستان، والقليل منهم مكث في أستراليا وتزوج من سكان البلد الأصليين والإنجليز، وقد خلَّف الأفغان المسلمون خلفهم بعض العادات والتقاليد والمباني التي ما زالت إلى الوقت الحاضر ملموسة في الجالية الإسلامية.

## انتشار الإسلام
إن نشر الإسلام في القارة الأسترالية في عام 1866 م كان أهم وأعظم مساهمة قام بها الأفغان، وما زال الصدق والأمانة وحسن المعاملة والالتزام بتعاليم الدين الإسلامي متعلقة بأذهان الأستراليين حول أولئك الرجال، إلى درجة أن عدم شربهم للخمر قد أدهش الغربيين. ورغم احترام المسلمين للأنظمة إلا أن وضعهم كان صعبًا وضعيفًا؛ لأن الغرب يراهم متخلفين بسبب تمسكهم بالإسلام، ولكن التاريخ يوضح أن الأفغان ليسوا أول من وصل إلى أستراليا؛ حيث إن التجار المسلمين كان لهم علاقات مع سكان شمال أستراليا الأصليين في القرن السابع عشر الميلادي. ولكن تأثير الأفغان حاليًا هو القائم والمشهود له. ومساهمة المسلمين بشكل عام في التجارة والصناعة والزراعة ظاهر في جميع أرجاء القارة ومعترف به.

## نسبة المسلمين

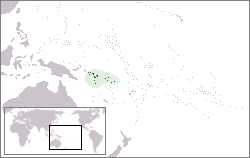
موقع جزر سليمان

تشير التقديرات الأخيرة إلى وجود 600 ألف مسلم في هذه القارة، وقد عرفت الإسلام – وخاصة منطقة غينيا الجديدة - منذ عام 1600 من خلال العلاقات التجارية مع الصين والملايو.
في جزر سليمان قرابة (350-500) مسلم ويعمل هؤلاء المسلمون على نشر الإسلام بين عشائرهم. وما يحدث في جزر سليمان ليس قاصرًا عليها وإنما أصبح تأسيس الجاليات الإسلامية ظاهرة في كل بلدان «جزر المحيط الهادي»، فقد أصبحت هذه المنطقة هدفًا للمنظمات الإسلامية المهتمة بالدعوة ونشر الإسلام، كما يوجد العديد من الدعاة المسلمين الأفارقة والذين يستجيب لهم الميلانيزيون بسهولة حيث يشبهونهم في اللون والسمات.
هذا ولا توجد أرقام رسمية حول أعداد المسلمين لكن الإسلام هو الأسرع انتشارًا في هذه البلاد، وتشير التقديرات إلى تحول الآلاف إلى الإسلام في بابوا غينيا الجديدة وجزر سليمان وفانواتو وفيجي، كما توجد جالية كبيرة في كاليدونيا الجديدة هي الأخرى. كلهم من أبناء المنطقة، وأن معظمهم جدد ومن أهل البلاد، دخلوا في الإسلام عن طريق الدعوة، وليس فيها مهاجرون من البلاد الإسلامية إلا القليل، ومن بين المسلمين عدد من الأطباء والمثقفين، كما أن منهم عدد كبير من الفقراء، ومن أهم سمات المسلمين في هذه المناطق أن مستواهم المعيشي متدنٍّ، وقد أجبر الفقر الكثير من الأطفال على الانقطاع عن الدراسة لأن آباءهم لا يستطيعون دفع الرسوم الدراسية، وكذلك لا يوجد اهتمام بهم من الدول الإسلامية إلا القليل - جهود فردية لا تذكر -، وأنهم يعيشون في بلدان متعصبة لأديانها.

## جمعيات ومنظمات إسلامية
قام المسلمون بتأسيس جمعية إسلامية في عام 1418هـ- 1997 م، وقد ساعدهم في ذلك من الناحية النظامية بعض المسلمين من فيجي، مع بعض المساعدات المادية من بعض الدول الإسلامية وطبعًا ليس بصورة رسمية بل عن طريق الجمعيات الخيرية، ولا يوجد سوى مسجد وحيد صغير.

## عقبات وتحديات
يعاني المسلمون في جزر سليمان بعض العوائق والتحديات التي تتمثل في:
- تحدي العناصر الأخرى ذات المعتقدات اخري وأعوانهم ومن على شاكلتهم الذين يعاملونهم على أنهم أقلية ضئيلة.
- كذلك الغزو الصوفي للطريقة الأحمدية[ ؟ ] القاديانية التي استغل أصحابها الأزمة الاقتصادية في البلاد والتي نشأت في أعقاب التوترات العرقية المتكررة في تلك البلاد، حيث تركت الآباء يواجهون مشاكل مالية كثيرة عند دفع رسوم تعليم أطفالهم، مما جعلت أعداداً كبيرة من الطلاب يتركون الدراسة؛ لأن آباءهم لا يستطيعون دفع الرسوم. وقد وجدت الطائفة الأحمدية في هذا الأمر حقلاً خصبًا لبثِّ سمومها بين المسلمين، ونشر دعوتهم بين غير المسلمين من أبناء البلاد الأصليين وذلك برعاية ودعم أطفالهم في الدراسة الابتدائية.
- وهناك الغزو الصليبي التنصيري فباستثناء الكنائس، وصلت المنظمات غير الحكومية في جزر سليمان بشكل كبير، والتي تشمل الصليب الأحمر[ ؟ ]، ونادي الروتاري، وجمعية إنقاذ الطفولة الصليبية، والإغاثة الكاثوليكية، وهي هيئات منظمة تنظيمًا جيدًا، وممولة تمويلاً كبيرًا، ومبتكرة في أهدافها ونهجها، وهي تعمل ظاهريًّا في التنمية بطريقة ثورية تمامًا مع التركيز على التغيير الكلي للشخص (ميتانويا). ولديها فرق جوالة تنشر شبكتها في جميع أنحاء البلاد، بينما باطنها وأهدافها غير المعلنة هي نشر الصليبية، ودعم النشاط التنصيري بين المسلمين.
- التعليم الديني الذي لايزال متخافتًا بسبب ضعف المدرسين وقلة الكتب المترجمة، وعدم وجود منهج واضح للتعليم.
- فرض الإنجليزية أو الأردية لغة للمسلمين.
- قلة عدد المسلمين الذين حصلوا على مؤهلات جامعية.
- الدعاة على قدر متواضع من الثقافة الإسلامية، لذلك فهم في حاجة إلى قسط أكبر من التوعية الإسلامية، وإلى الكتب الإسلامية المترجمة إلى لغة البلاد، فلا تزال الكتب الإسلامية بالترجمة الأردية أو الإنجليزية.
- كما يشتكي مسلمو جزر سليمان من قلة اهتمام العالم الإسلامي بهم وعدم مساعدتهم.

ومع كل ما ذكرنا من العقبات والتحديات التي يواجهها مسلمو جزر سليمان، فقد نجحوا في الاندماج في مجتمع بلادهم ونشر دعوة الإسلام بجهودهم المتواضعة. حيث إن هناك حرية مطلقة للدعوة إلى الإسلام، حتى أن كثيرًا من أهل البلاد الأصليين أخذ يعتنق الإسلام، ورغم المجهود الكبير الذي يبذله المسلمين في جزر سليمان من أجل الإسلام ونشره فلا زالت عجلة الدعوة لدين الإسلام تحتاج بعد فضل الله إلى من يدفعها حتى تسير قدمًا للأمام دون توقف.